# Diocèse de Tepic
Le diocèse de Tepic (en latin : Dioecesis Tepicensis ; en espagnol : Diócesis de Tepic) est un diocèse de l'Église catholique du Mexique, suffragant de l'archidiocèse de Guadalajara.

## Territoire

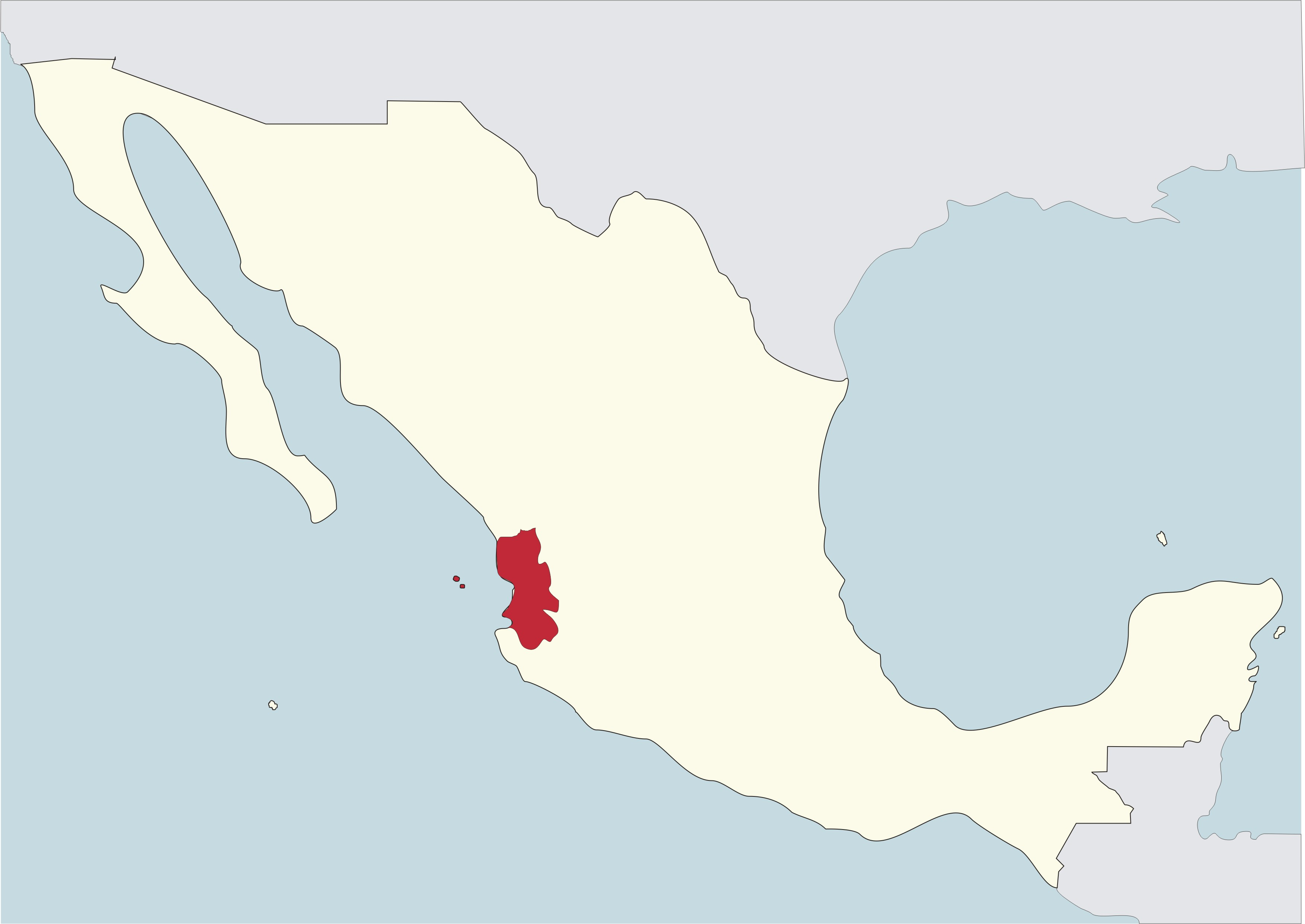
Diocèse de Tepic en rouge sur la carte du Mexique

Il comprend les municipalités d'Acaponeta, Ahuacatlán, Bahía de Banderas, Compostela, Ixtlán del Río, Jala, Rosamorada, Ruíz, San Blas, San Pedro Lagunillas, Santa María del Oro, Santiago Ixcuintla, Tecuala, Tepic, Tuxpan et Xalisco de l'État de Nayarit et les municipalités d'Atenguillo, Guachinango, Mascota, Mixtlán, Puerto Vallarta, San Sebastián del Oeste et Talpa de Allende de l'État de Jalisco. 
Il possède un territoire d'une superficie de 22 777 km2 divisé en 97 paroisses. Le siège épiscopal est dans la ville de Tepic où se trouve la cathédrale Notre-Dame-de-l'Assomption (es). La basilique Notre-Dame-du-Rosaire à Talpa de Allende est un lieu de pèlerinage.

## Historique
Le diocèse est érigé le 23 juin 1891 par la bulle Illud in Primis du pape Léon XIII en prenant une partie du territoire de l'archidiocèse de Guadalajara dont Tepic devient suffragant.
Il cède une portion de son territoire le 13 janvier 1962 pour l'érection de la prélature territoriale de Jesús María.

## Évêques
- Ignacio Díaz y Macedo (19 janvier 1893 - 14 juin 1905)
- Andrés Segura y Domínguez (6 août 1906 - 13 août 1918)
- Manuel Azpeitia Palomar (10 août 1919 - 1er mars 1935)
- Anastasio Hurtado y Robles (21 décembre 1935 - 13 juillet 1970)
- Adolfo Antonio Suárez Rivera (14 mai 1971 - 8 mai 1980), nommé évêque de Tlalnepantla
- Alfonso Humberto Robles Cota (12 janvier 1981 - 21 février 2008)
- Ricardo Watty Urquidi, M.Sp.S (21 février 2008 - 1er novembre 2011)
- Luis Artemio Flores Calzada, depuis le 30 mars 2012